# César Gabriel de Choiseul-Praslin
César Gabriel de Choiseul, książę de Praslin (ur. 15 sierpnia 1712 w Paryżu, zm. 15 listopada 1785 tamże) – francuski oficer, dyplomata i polityk.
30 kwietnia 1732 poślubił Anne Marie de Champagne de Villaines de la Suze.
Po służbie w armii uczyniono go w roku 1759 ambasadorem w Wiedniu. W roku 1761 był plenipotentem na konwencji w Augsburgu.
Od 13 października 1761 do 8 kwietnia 1766 służył jako sekretarz stanu spraw zagranicznych, zastępując na tym stanowisku kuzyna, Étienne de Choiseula, który w 1763 roku został sekretarzem wojny i floty. Choiseul-Praslin był generałem pułkownikiem armii. W roku 1763 został księciem Praslin i parem Francji. Gdy wojna siedmioletnia dobiegła końca negocjował pokój jako plenipotent Ludwika XV. 10 lutego 1763 podpisał pokój paryski.
Od 10 kwietnia 1766 do 24 grudnia 1770 był sekretarzem floty (a jego kuzyn Étienne znów ministrem spraw zagranicznych i dodatkowo też sekretarzem wojny). Choiseul-Praslin odbudował flotę zniszczoną w czasie wojny. Po śmierci w 1764 roku Madame Pompadour, która była jego protektorką pozycja Choiseul-Praslina i Étienne Choiseula została podważona. W roku 1770 musiał wycofać się ze spraw publicznych, dokładnie wtedy gdy sojusznik Francji, Hiszpania, przeżywała konflikt z Wielką Brytanią o Falklandy. Abbé Terray zastąpił Choiseula na stanowisku szefa floty.
Tytuły arystokratyczne: markiz Choiseul, hrabia Chevigny i La Rivière, wicehrabia Melun i Vaux, baron La Flèche i Giry, seigneur de Chassy. 1 stycznia 1762 został rycerzem orderu Św. Ducha, a 15 grudnia 1769 honorowym członkiem paryskiej Akademii Nauk.
Wyspa Praslin w archipelagu Seszeli nosi jego imię.